# Juan Antonio Leguizamón
Juan Antonio Leguizamón (La Banda, Santiago del Estero, 5 de abril de 1939) es un exfutbolista argentino que jugaba como volante.

## Trayectoria

### Inicios
Leguizamón arrancó su carrera jugando para clubes de su ciudad natal, en el Club Villa Juana y en el Club Villa Unión.

### Sarmiento de La Banda
En 1960 pasó a Sarmiento de La Banda. En los profesores jugó hasta 1963, cuando llamó la atención de varios clubes de la región, al ser de los jugadores más destacados de la Liga Santiagueña.

### Atlético Tucumán
En 1963 se mudó a San Miguel de Tucumán para sumarse a Atlético Tucumán, club que venía coronarse campeón tucumano, por sexto año consecutivo. En su primer año se coronó campeón, compartiendo equipo con los ídolos decanos, Raúl Villalba y Hugo Ginel. En 1964 se coronó campeón y completó el octacampeonato de la institución. Antuco jugó en Atlético hasta el año 1969.

## Clubes
| Club                  | País      |
| --------------------- | --------- |
| Club Villa Juana      | Argentina |
| Club Villa Unión      | Argentina |
| Sarmiento de La Banda | Argentina |
| Atlético Tucumán      | Argentina |

## Palmarés
| Título        | Equipo           | País      | Año  |
| ------------- | ---------------- | --------- | ---- |
| Liga Tucumana | Atlético Tucumán | Argentina | 1963 |
| Liga Tucumana | Atlético Tucumán | Argentina | 1964 |